# University of Malawi
University of Malawi (UNIMA) är ett statligt universitet i Zomba, Malawi, grundat 1964. 